# Audi Type C
De Audi Type C is een personenauto uit de middenklasse die van 1912 tot 1921 geproduceerd werd door de Duitse autobouwer Audi Automobilwerke GmbH Zwickau. Het was een van de meest succesvolle Audi-modellen van zijn tijd.
De wagen werd aangedreven door een 3,6L vier-in-lijn kop/zijklepmotor die voorin gemonteerd was en 35 pk ontwikkelde, goed voor een topsnelheid van 80 km/u. Het motorvermogen werd via een handgeschakelde vierversnellingsbak en een cardanas overgebracht op de achterwielen. De wagen had een ladderchassis en twee starre assen met bladveren. 
De Type C werd uitsluitend aangeboden als toerwagen met vier zitplaatsen. Er werden in totaal 1442 exemplaren gebouwd.
Van 1912 tot 1914 won de Type C drie keer op rij de Oostenrijkse Alpenraces. Daarom werd het model in de reclame ook wel "Alpensieger" (Nederlands: "Alpenwinnaar") genoemd.

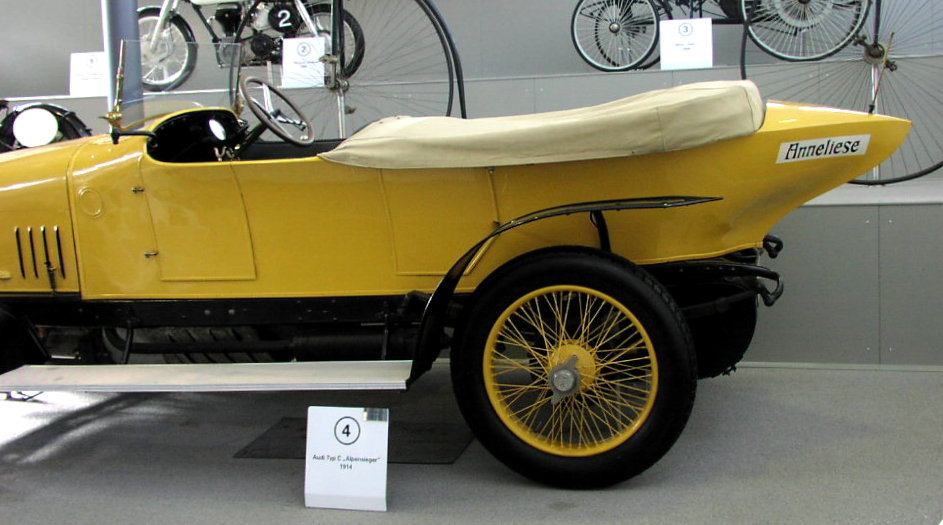
Audi Type C "Alpensieger", achteraanzicht
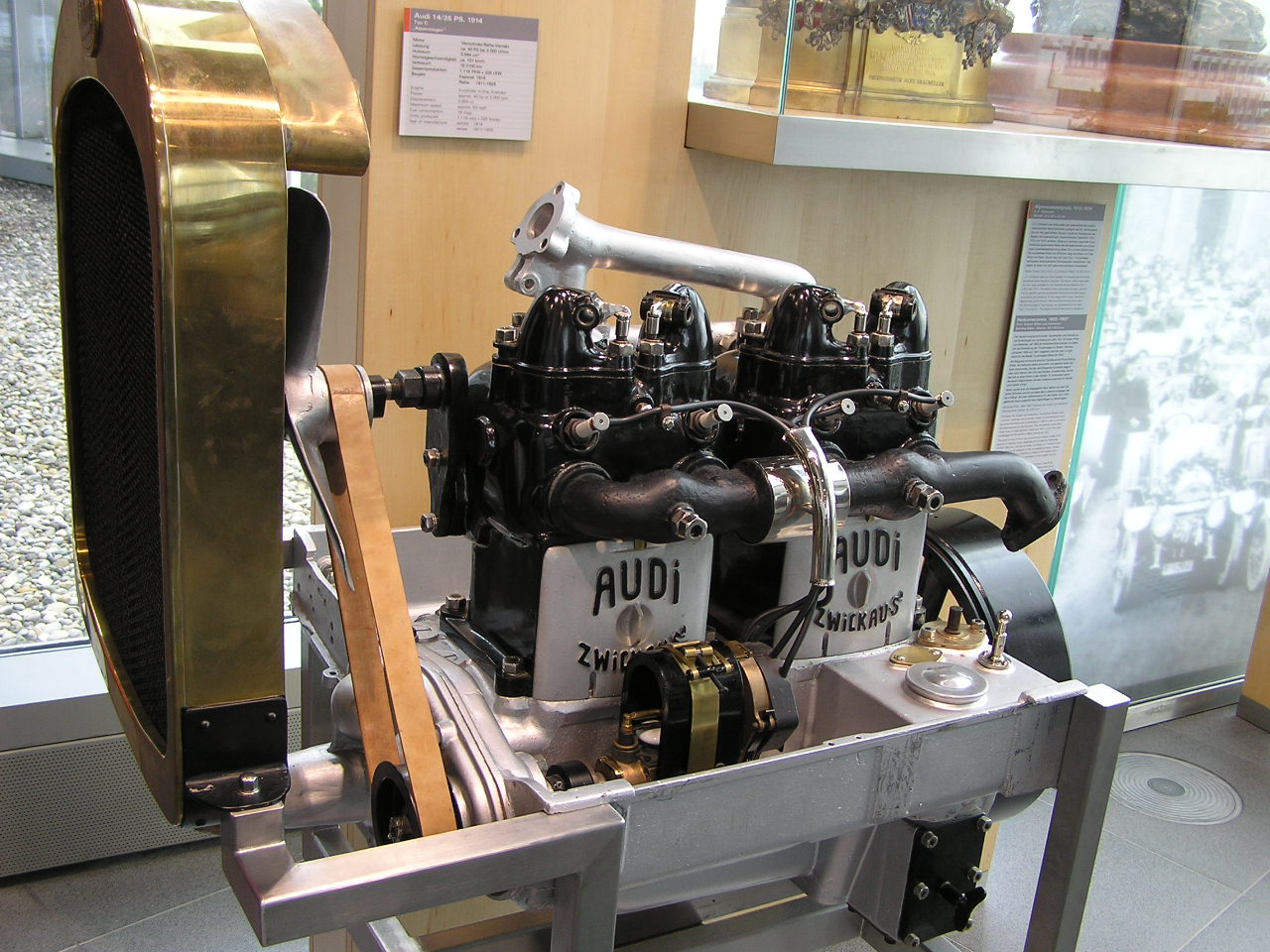
De 3,6-liter kop/zijklepmotor